# World Trade Center Montevideo
El World Trade Center Montevideo (WTC Montevideo) es un complejo edilicio con destino empresarial situado en Montevideo, Uruguay. Se encuentra ubicado junto a Montevideo Shopping Center en el barrio del Buceo. Es obra de los arquitectos Isidoro Singer, Ernesto Kimelman y David Rubén Flom.
Su eslogan es «Trabajar en el mejor lugar para vivir».

## Ubicación

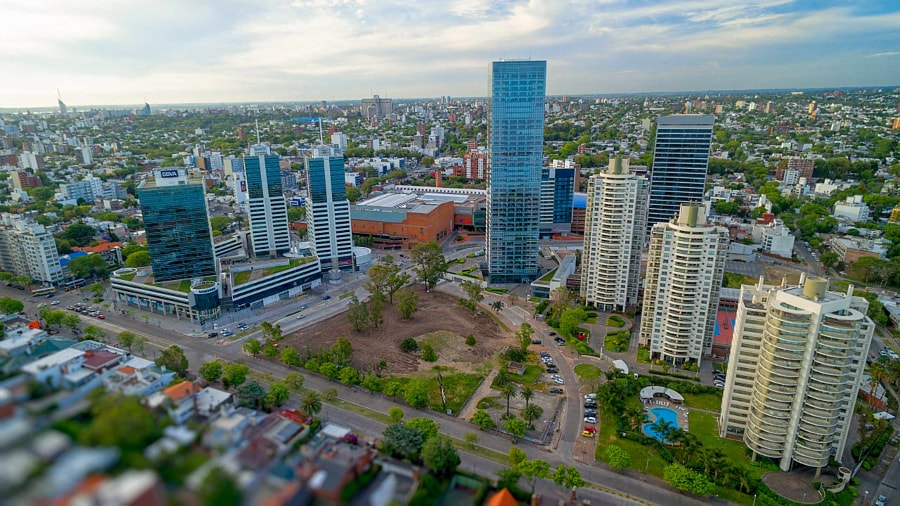
Vista aérea del World Trade Center Montevideo en 2016.

Se encuentra a 30 minutos del Aeropuerto Internacional de Carrasco y a 15 del Puerto de Montevideo. Está rodeado por las avenidas Luis Alberto de Herrera y 26 de Marzo y por las calles Cr. Luis Eugenio Lecueder y Dr. L. Bonavita. Se encuentra a metros de la Rambla de Montevideo. Su puesta en funcionamiento, junto con el Shopping, contribuyó a la descentralización de la ciudad.
Varias empresas eligieron establecerse en el complejo, entre las que se destacan Claro, Crédit Agricole, Banco Suizo, Burger King, Mercado Libre, entre otras.

## Complejo WTC

### Torres I, II, y Torre Avenida

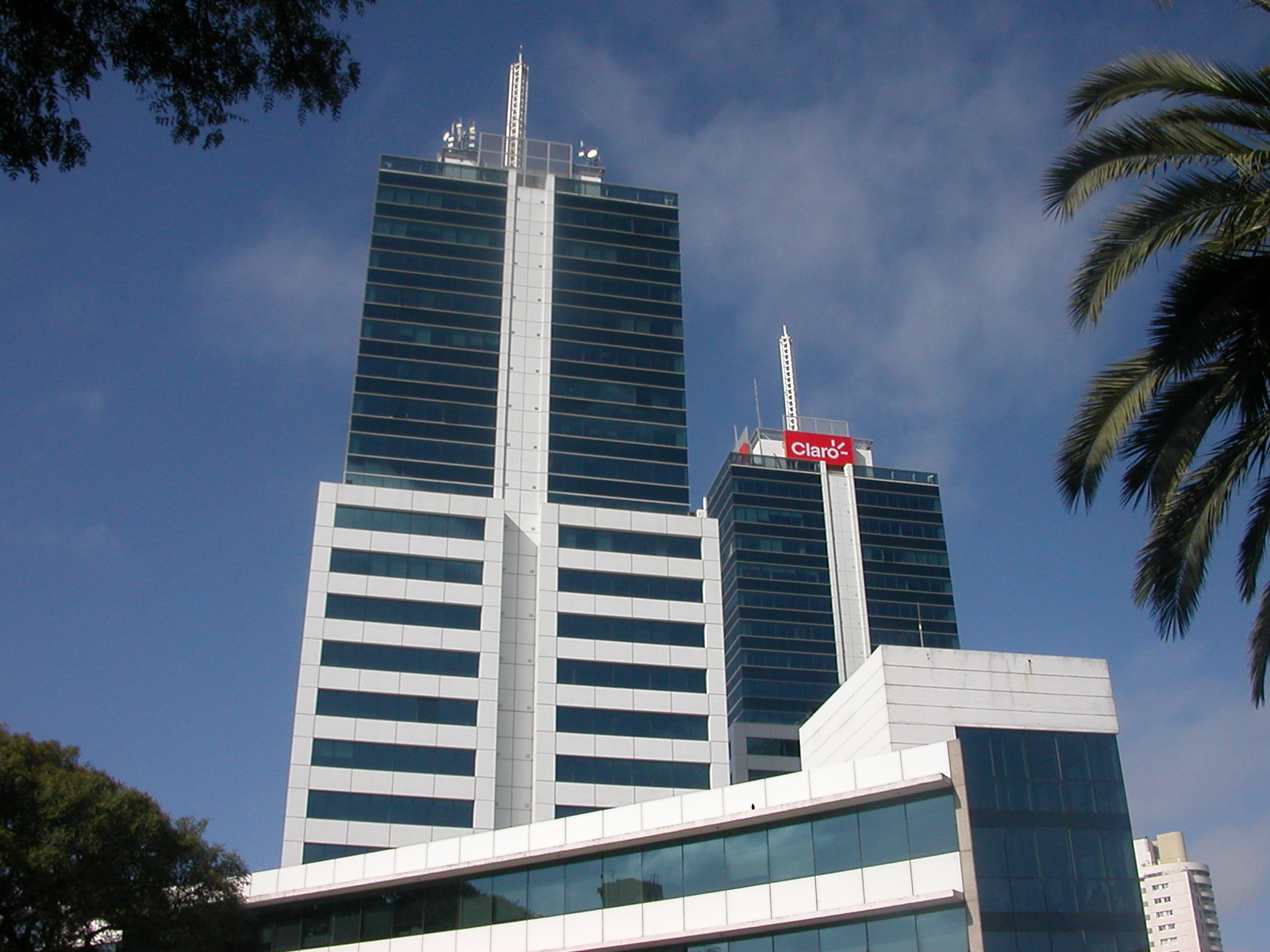
Vistas de las torres I y II

Comenzó con la puesta en marcha de la torre WTC 1, de 25 pisos y 17.100 metros cuadrados, inaugurada en 1998. Ese mismo año, se inauguró la torre Avenida, de dos pisos y 5.600 metros cuadrados de construcción, para ser destinado a locales comerciales de planta baja y oficinas. Posee en total ambas torres 10 ascensores.
En el 2002 se inauguró la torre WTC 2, gemela de la torre 1 y por tanto, poseedora de las mismas características. En el año 2007 se inauguró en la segunda torre el Auditorium, una sala de usos múltiples con capacidad para 200 personas.

### Torre III, Plaza de las Torres, y Torre Plaza
El 2009 significó un año de grandes avances para el World Tradre Center de Montevideo, con la inauguración de una tercera torre, un edificio de 19 pisos y 27 000 metros cuadrados, destinado a oficinas y locales comerciales en la planta baja. Además se inauguró el WTC Plaza, de dos pisos y 6.300 metros cuadrados, con el fin de constituir locales gastronómicos en la planta baja.
En el mismo año que se inauguró el WTC 3, lo hizo la Plaza de las Torres, con 4.200 metros cuadrados de extensión. Esta plaza es el espacio abierto que vincula los distintos edificios y torres que conforman al WTC, y desde donde se constituye el ingreso al mismo. En la plaza se destaca una importante obra del artista uruguayo Pablo Atchugarry.
En la plaza, se encuentra, además, el Paseo de las Esculturas, conformada tras la primera edición del Concurso de las Esculturas donde más de 80 artistas uruguayos, españoles, mexicanos, franceses, paraguayos y argentinos mandaron sus proyectos, de los cuales quedaron seleccionadas solamente 8, siendo exhibidas hasta el próximo concurso.

### WTC Free Zone, Torre 1 y 2
El WTC Free Zone es una zona franca. Cuenta con dos torres: la Torre 1, con 23 pisos y 32 500 metros cuadrados y la Torre 2, de 20 pisos. 
La Torre 1 tiene su propio helipuerto de carácter internacional, así como oficinas desde 15 metros cuadrados, hasta oficinas de un piso entero. Las plantas están diseñadas como plantas diáfanas, sin pilares interiores, de manera que los usuarios pueden diseñar sus oficinas con la mayor flexibilidad posible en materia de distribución de funciones. Fue inaugurada en 2011.
La Torre 2 fue inaugurada en 2020 y posee en la parte inferior una Plaza central de 3 200 metros cuadrados.

### Torre IV

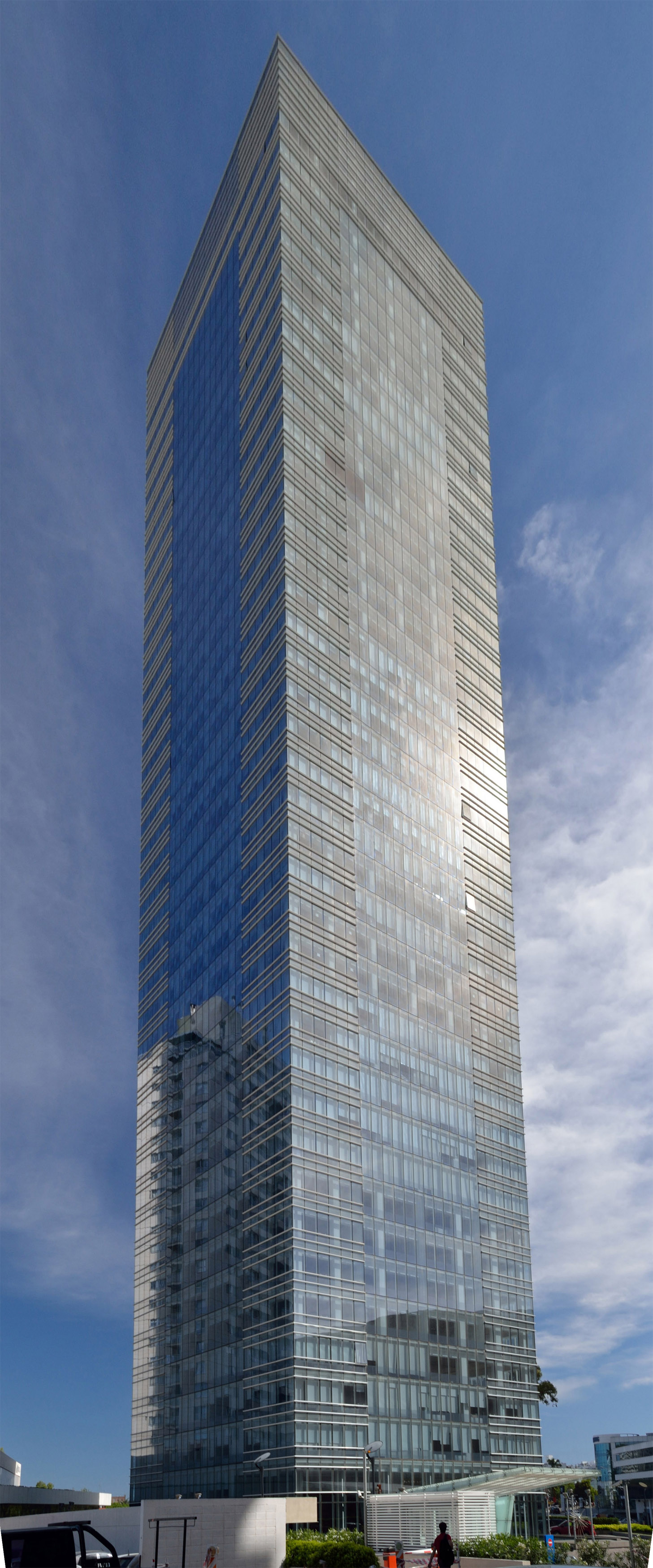
Vista inmediata de la Torre IV.

La Torre IV es la quinta torre del complejo. Está ubicada entre las calles Dr. Bonavita y Cr. Lecueder y representará la torre privada más alta del país, con 40 pisos y 53.500 metros cuadrados de construcción. 
El edificio cuenta con fachadas wall de última generación, lo que permite vistas panorámicas excepcionales, soluciones eficientes al ahorro de energía y además, gran aislamiento acústico. Presenta ascensores de alta velocidad y cerebro electrónico con cabinas revestidas en acero inoxidable y cristal. Las plantas de esta quinta torre serán de 8, 6, 4, 2 y 1 unidad.